# طور البروق (طور الباحة)

تعديل مصدري - تعديل

طور البروق هي إحدى قرى عزلة طور الباحة بمديرية طور الباحة التابعة لمحافظة لحج، بلغ تعداد سكانها 217 نسمة حسب تعداد اليمن لعام 2004.